# 雙棘刺尻魚
雙棘刺尻魚，又稱雙棘棘蝶魚，俗名琉璃神仙、藍閃電，為輻鰭魚綱鱸形目鱸亞目蓋刺魚科的其中一個種。

## 分布
本魚分布於印度太平洋區，包括東非、南非、馬達加斯加、留尼旺、模里西斯、塞席爾群島、馬爾地夫、聖誕島、日本、台灣、越南、菲律賓、印尼、澳洲、薩摩亞群島、關島、馬里亞納群島、新喀里多尼亞、密克羅尼西亞、帛琉、庫克群島、東加、萬納杜、法屬波里尼西亞等海域。

## 深度
水深10至50公尺。

## 特徵
本魚體橢圓形；背部與腹面輪廓約略相當。吻鈍而小。眶前骨游離，下緣凸出，後方具棘；前鰓蓋骨具鋸齒，具一長強棘；間鰓蓋骨短圓，具向後三棘。上下頜相等，齒細長。體呈藍色，體側有17至20條橘色橫紋，呈現藍色紋與橘色紋交替排列，而在體前部的橘色紋較模糊不清。各奇鰭成藍色，而腹鰭和胸鰭略呈橘色。尾鰭圓形。體被稍大櫛鱗，軀幹前背部具副鱗。背鰭硬棘14枚，軟條17枚；臀鰭硬棘3枚，軟條16至18枚；背鰭與臀鰭軟條部後端尖形；腹鰭尖形，第一棘幾達臀鰭；尾鰭圓形。體長可達12公分。

## 生態
本魚常單獨或三兩成群在潮流緩慢和珊瑚礁出現，屬雜食性，以藻類、珊瑚蟲和附著生物為食。

## 經濟利用
為觀賞性魚類，較少人食用。